# فرگرد یکم وندیداد
فَرگَرد یکم وندیداد، یکمین بخش از وندیداد، یکی از نسک‌های امروزی اوستا، و جغرافیایی مشروحی دربارهٔ سرزمین‌های گوناگون است.

## متن فرگرد یکم وندیداد
1. اهورامزدا با اسپنتمان زرتشت همپرسگی کرد و چنین گفت:
2. من هر سرزمینی را چنان آفریدم که به چشم مردمانش خوش آید، هر چند بس رامش بخش نباشد. اگر من هر سرزمینی را چنان نیافریده بودم، همهٔ مردمان به اَیرییانَه وَئِجو روی می‌آوردند.
3. نخستین سرزمین و کشور نیکی که من، اهوره مزدا، آفریدم ایرییانه وَئِجو بود بر کرانهٔ ونگوهی دایتیا (رودی اسطوره‌ای). پس آنگاه انگره‌مَینیوی همه تن مرگ بیامد و به پتیارگی، اژدها را در رود دایتیا بیافرید و زمستان دیو آفریده را بر جهان هستی چیرگی بخشید.
4. در آن جا ده ماه زمستان است و دو ماه تابستان و در آن دو ماه نیز، هوا برای آب و خاک و درختان سرد است. زمستان همراه با بدترین بلاها در آن جا فرود می‌آید.
5. دومین سرزمین و کشور نیکی که من، اهوره مزدا، آفریدم جلگهٔ سُغده بود. پس آنگاه انگره‌مَینیوی همه تن مرگ بیامد و به پتیارگی، خرَفستری به نام سْکـَیتیَه را بیافرید که مرگ در گلهٔ گاوان افگند.
6. سومین سرزمین و کشور نیکی که من، اهوره مزدا، آفریدم موئورو نیرومند و پاک بود. پس آنگاه انگره‌مَینیوی همه تن مرگ بیامد و به پتیارگی، خواهش‌های گناه‌آلود را بیافرید.
7. چهارمین سرزمین و کشور نیکی که من، اهوره مزدا، آفریدم باخذی زیبای افراشته دَرَفش بود. پس آنگاه انگره‌مَینیوی همه تن مرگ بیامد و به پتیارگی، برَوَره (گندم‌دانهٔ دارندهٔ مورچه) را بیافرید.
8. پنجمین سرزمین و کشور نیکی که من، اهوره مزدا، آفریدم نیسایه در میان بلخ و مَرو بود. پس آنگاه انگره‌مَینیوی همه تن مرگ بیامد و به پتیارگی، گناه سست‌باوری را بیافرید.
9. ششمین سرزمین و کشور نیکی که من، اهوره مزدا، آفریدم هَرویو و دریاچه اش بود. پس آنگاه انگره‌مَینیوی همه تن مرگ بیامد و به پتیارگی، سرشک و آبگونهٔ پرمایه را بیافرید.
10. هفتمین سرزمین و کشور نیکی که من، اهوره مزدا، آفریدم وئِه‌کرتهٔ بد سایه بود. پس آنگاه انگره‌مَینیوی همه تن مرگ بیامد و به پتیارگی، پَریکه کنَیثَی‌تی را بیافرید که به کرسسپا پیوست.
11. هشتمین سرزمین و کشور نیکی که من، اهوره مزدا، آفریدم اوروای دارای چراگاه‌های سرشار بود. پس آنگاه انگره‌مَینیوی همه تن مرگ بیامد و به پتیارگی، گناه خودکامگی و فریفتاری را بیافرید.
12. نهمین سرزمین و کشور نیکی که من، اهوره مزدا، آفریدم خنِنته بود. پس آنگاه انگره‌مَینیوی همه تن مرگ بیامد و به پتیارگی، گناه نابخشودنی کون مرزی را بیافرید.
13. دهمین سرزمین و کشور نیکی که من، اهوره مزدا، آفریدم هَرَخوَیتی زیبا بود. پس آنگاه انگره‌مَینیوی همه تن مرگ بیامد و به پتیارگی، گناه نابخشودنی خاک سپاری مردگان را بیافرید.
14. یازدهمین سرزمین و کشور نیکی که من، اهوره مزدا، آفریدم هَئِتومَنت (سرزمینی در پیرامون هیرمند) رایومَند فره‌مند بود. پس آنگاه انگره‌مَینیوی همه تن مرگ بیامد و به پتیارگی، جادویی زیانبار جادوان را بیافرید.
15. و سرشت جادو بدین گونه پدیدار شود: از راه نگاه (افسونی). پس هرگاه جادو گام پیش نهد و به افسون شیون برکشد، بیشتر کارهای کشندهٔ جادویی پیش رود.
16. دوازدهمین سرزمین و کشور نیکی که من، اهوره مزدا، آفریدم رَغه بود که سه نژاد در آن فرمانروایند. پس آنگاه انگره‌مَینیوی همه تن مرگ بیامد و به پتیارگی، گناه برانگیختن سست باوری را بیافرید.
17. سیزدهمین سرزمین و کشور نیکی که من، اهوره مزدا، آفریدم چخرهٔ نیرومند و پاک بود. پس آنگاه انگره‌مَینیوی همه تن مرگ بیامد و به پتیارگی، گناه نابخشودنی مُردار سوزان را بیافرید.
18. چهاردهمین سرزمین و کشور نیکی که من، اهوره مزدا، آفریدم وَرِنهٔ چهارگوشه بود که فریدون، فروکوبندهٔ آژی دهاک، در آن زاده شد. پس آنگاه انگره‌مَینیوی همه تن مرگ بیامد و به پتیارگی، دشتان نابهنجار زنان و بیدادگری فرمانروایان بیگانه را بیافرید.
19. پانزدهمین سرزمین و کشور نیکی که من، اهوره مزدا، آفریدم هپته هیندوه (هفت رود) بود. پس آنگاه انگره‌مَینیوی همه تن مرگ بیامد و به پتیارگی، دشتان نابهنجار زنان و گرمای سخت را بیافرید.
20. شانزدهمین سرزمین و کشور نیکی که من، اهوره مزدا، آفریدم رنها (سرزمین گرداگرد سرچشمهٔ رود رنگ‌ها) بود؛ جایی که مردمان بی سر زندگی می‌کنند. پس آنگاه انگره‌مَینیوی همه تن مرگ بیامد و به پتیارگی، زمستان دیو آفریده را بر جهان چیرگی بخشید.
21. سرزمین‌ها و کشورهای زیبا و بس رامش‌بخش و درخشان و بالندهٔ دیگری نیز هست که من آن‌ها را آفریدم.